# Námořnictvo Východního válčiště
Námořnictvo Východního válčiště Čínské lidové osvobozenecké armády (čínsky v českém přepisu čung-kuo žen-min ťie-fang-ťün tung-pu čan-čchü chaj-ťün, pchin-jinem zhōngguó rénmín jiěfàngjūn dōngbù zhànqū hǎijūn, znaky zjednodušené 中国人民解放军东部战区海军), dříve také známé jako Východomořská flota (čínsky v českém přepisu tung-chaj ťien-tuej, pchin-jinem dōnghǎi jiànduì, znaky zjednodušené 东海舰队), je námořní složka Východního válčiště Čínské lidové osvobozenecké armády a jedna ze tří flot Námořnictva Čínské lidové osvobozenecké armády.
Námořnictvo Východního válčiště je odpovědné za plánování a vedení operací v prostoru Východočínského moře a nejseverovýchodnějších částí Jihočínského moře. Předpokládá se, že jeho úkolem je příprava na tchajwanskou krizi, působení kolem japonských jihovýchodních ostrovů a hlídkování v Luzonském průlivu mezi Tchaj-wanem a Filipínami. Jeho hypotetickými protivníky jsou Japonské námořní síly sebeobrany a Sedmá flota Námořnictva Spojených států amerických. Jedná se o největší a nejschopnější flotu Námořnictva Čínské lidové osvobozenecké armády.
Velitelství floty je dislokováno ve městě Ning-po v provincii Če-ťiang.

## Velení
| Velitelé 1. vadm. Su Č'-čchien (苏支前) (únor 2016 – leden 2017) 2. vadm. Wej Kang (魏钢) (leden 2017 – ve funkci) | Političtí komisaři 1. vadm. Wang Chua-jung (王华勇) (leden 2016 – červenec 2018) 2. adm. Liou Čching-sung (刘青松) (červenec 2018 – ve funkci) |

## Seznam lodí
| Třída                           | Jméno a číslo lodi |
| Vrtulníková výsadková loď (LHD) | Vrtulníková výsadková loď (LHD) |
| ------------------------------- | --- |
| Výsadková loď typu 075          | Kuang-si (32), An-chuej (33) |
| Amphibious transport dock (LPD) | |
| Výsadková loď typu 071          | Lung-chu-šan (980), S’-ming-šan (986), Kchun-lun-šan (998) |
| Torpédoborce                    | |
| Torpédoborec typu 052D          | Tchaj-jüan (131), Su-čou (132), Pao-tchou (133), Šao-sing (134), Sia-men (154), Nan-ťing (155), C'-po (156), Li-šuej (157), Su-čou (158)                                                                       |
| Torpédoborec typu 052C          | Čchang-čchun (150) (vlajková loď), Čeng-čou (151), Ťi-nan (152), Si-an (153) |
| Třída Sovremennyj               | Chang-čou (136), Fu-čou (137), Tchaj-čou (138), Ning-po (139) |
| Fregaty                         | |
| Fregata typu 054A               | Pin-čou (515), C’-jang (522), Čou-šan (529), Sü-čou (530), Siang-tchan (531), Kan-čou (532), Nan-tchung (533), I-jang (548), Čchang-čou (549), Chuang-kang (577), Jang-čou (578), An-jang (599)                |
| Fregata typu 054                | Ma-an-šan (525), Wen-čou (526) |
| Fregata typu 053H3              | Ťia-sing (521), San-ming (524), Chuaj-chua (566), Siang-jang (567) |
| Fregata typu 053H1G             | Ťiang-men (562), Pej-chaj (558), Fo-šan (559) |
| Korvety                         | |
| Korveta typu 056                | Chuaj-an (509), Ning-te (510), Che-ce (512), Šang-žao (583), Ťie-jang (587), Čchüan-čou (588), Čchao-čou (595)                                                                                                 |
| Korveta typu 056A               | Te-jang (554), Liao-čcheng (608), Šuo-čou (610), Lu-an (611), Ťing-te-čen (617), Siao-kan (615), San-men-sia (638), Ču-čou (639), E-čou (640), I-wu (641), I-čchun (643), Tchung-žen (644), Süan-čcheng (645), |
| Stíhače ponorek                 | |
| Stíhač ponorek typu 037IS       | Lung-chaj (713) |
| Raketové čluny                  | |
| Raketový člun typu 037II        | Jang-ťiang (770), Fan-jü (773) |
| Raketový člun typu 037IG        | Ku-tchien (757), Jung-čchun (758), Fu-čching (759), Čchang-le (760), Lung-jen (764) |
| Raketový člun typu 022          | ~28 kusů |
| Ponorky                         | |
| Ponorka typu 039A/B             | 330, 331, 332, 333, 334, 335, 336, 337, 338, 339 |
| Třída Kilo (877EKM, 636, 636M)  | 364, 365, 366, 367, 368, 369, 374, 375 |
| Ponorka typu 039                | 314 |
| Tankové výsadkové lodě (LST)    | |
| Výsadková loď typu 072A         | Pa-sien-šan (913), Wu-i-šan (914), Kchu-laj-šan (915), Tchien-mu-šan (916), Wu-tchaj-šan (917), Ta-pie-šan (981), Tchaj-chang-šan (982)                                                                        |
| Výsadková loď typu 072II        | Tung-tching-šan (931), Che-lan-šan (932), Liou-pchan-šan (933) |
| Výsadková loď typu 072III       | Jen-tang-šan (908), Ťiou-chua-šan (909), Chuang-kang-šan (910), Pchu-tchuo-šan (939), Tchien-tchaj-šan (940)                                                                                                   |
| Výsadková loď typu 073A         | Šeng-šan (941), Lu-šan (942), Meng-šan (943), Jü-šan (944) |
| Minolovky                       | |
| Minolovka typu 081              | Čang-ťia-kang (705), Ťing-ťiang (706), Žen-chuaj (710), Ťiang-šan (711) |
| Minolovka typu 082I             | Č'-ťiang (806), Ču-ťi (807), Chaj-men (816), Wen-ling (817) |
| Minolovka typu 082II            | Chuo-čchiou (704), Kchun-šan (707) |
| Minolovka typu 6610             | Che-pching Fang-čou (808), Ťien-te (834) |
| Zásobovací a podpůrné lodě      | |
| Zásobovací loď typu 903/903A    | Čchien-tao-chu (886), Čchao-chu (890), Kao-jou-chu (966) |
| Zpravodajská loď typu 815       | Pej-ťi Sing (791), Tchien-čchüan Sing (795), Jü-cheng Sing (798) |
| Ponorková podpůrná loď typu 925 | Tung-čchien-chu (820) |
| Nemocniční loď typu 920         | Che-pching Fang-čou (866) |